# Madhu Balakrishnan
Madhu Balakrishnan (Malayalam: മധു ബാലകൃഷ്ണന്; Tamil: மது பாலகிருஷ்ணன்; nacido en Thrippunithura, suburbio de la ciudad de Cochín, el 24 de junio de 1974) es un cantante de playback indio, intérprete de temas musicales cantados en malayalam, telugu, tamil y Kannada. 
Balakrishnan ha sido uno de los artistas, más calificados por el  All India Radio y Doordarshan. Compartió los escenarios, con famosos cantantes de playback como KJ Yesudas, Asha Bhosle, Jayachandran, MG Sreekumar, KS Chitra, Sujatha Mohan, Madhuri y P. Susheela. Además es miembro de la Asociación de Técnicos del Cine Malayalam (Macta). Actúa regularmente en el "Dance & Music Festival Swaralaya", celebrada en Palakkad y en el "Chembai Sangeethootsavam" en Guruvayur. También se presentó en varios programas de televisión, difundidas por las redes más importantes del sur de India como Doordarshan, Kairali TV, Asianet y Amrita TV. También ha realizado una serie de giras de conciertos por el extranjero, visitando países como los Emiratos Árabes Unidos, Omán, Baréin, Kuwait, Catar, Malasia, Canadá y Singapur.

## Premios
- 2000 - Soma Award for Best Male Playback singer
- 2001 - Drisya Award for Best Male Playback singer (Television)
- 2002 - Kerala State Film Award for Best Singer for the song "Amme Amme" from the film Vaalkannadi[1]
- 2002 - Mahatma Gandhi Educational Foundation Award
- 2002 - Solar Award
- 2002 - Junior Chamber Award
- 2003 - Kerala Film Critics Award
- 2004 - Kerala Film Critics Award
- 2004 - LPR Award
- 2004 - Best Melody Singer (Virtuoso Award–Tamil Films)
- 2006 - Tamil Nadu State Film Award for Best Male Playback Singer[2]
- 2007 - Filmfare award for Best Playback Singer- Rock N Roll
- 2007 - Ujala Asianet Film Award for Best Male Playback Singer for the movie Rock N Roll
- 2007 - Kalaimamani award for excellence in music, dance, cinema and art conferred by the Tamil Nadu state government.[3]
- 2009 - Kerala Film Critics Award from the film ("Pathaam Nilayile Theevandi")
- 2010 - Mirchi Music Award for Best Male Singer for "Pichai Pathiram" from the movie Naan Kadavul
- 2011 - Gandhi Darshan award.
- 2011 - International Malayalam film award